# Hans-Peter Stopper
Hans-Peter Stopper (* 23. Januar 1940 in Stuttgart; † 16. Juli 2016) war ein deutscher Fußballspieler.

## Leben
Hans-Peter Stopper wurde in Stuttgart geboren und ging in Backnang in die Grundschule. Sein Abitur machte er am Zeppelin-Gymnasium Stuttgart und studierte danach an der Eberhard Karls Universität Tübingen Lehramt in den Fächern Gemeinschaftskunde, Geschichte und Sport. Nach seinem Referendariat am Karls-Gymnasium Stuttgart unterrichtete er von 1968 bis 2004 am Schickhardt-Gymnasium Stuttgart. 1971 wurde er zum Studienrat und bereits ein Jahr später zum Oberstudienrat ernannt.
Als Fußballer schaffte Stopper den Sprung aus der Jugend der Stuttgarter Kickers in die erste Mannschaft. Dort spielte er in seiner ersten Saison Erstligafußball in der Oberliga Süd. Nach dem Abstieg in die II. Division blieb er noch zwei weitere Spielzeiten bei den Kickers.